# Клайд Вернон Сессна
Клайд Вернон Сессна (англ. Clyde Vernon Cessna; 5 грудня 1879, Готорн, Айова, США — 20 листопада 1954, Раго, Канзас, США) — американський авіаконструктор і підприємець.

## Біографія
Клайд Сессна народився в Гоуторні, округ Монтґомері, штат Айова, 5 грудня 1879 року. Його предки мають французьке та німецьке коріння.
До 25 років Сессна став успішним підприємцем — відкрив торгівлю автомобілями.
1910 року, після відвідин авіаційного шоу в штаті Канзас, Сессна захопився авіацією. Він продав свій бізнес, залишив родину вдома, а сам попрямував до Нью-Йорка вчитися літакобудуванню в майстернях «Queen Aeroplane Company». Там він купив аероплан, на якому намагався вчитися льотної справи. Під час одного з польотів аероплан розбився, полагодити його не було можливості.
Після цього випадку Сессна вирішив побудувати новий літак самотужки. Вже в червні 1911 року в повітря здійнявся перший сконструйований ним літак «Срібне крило».
Після цього Сессна купив будівлю старої лісопильні, в якій після ремонту розмістив ангар та майстерні. Взимку Клайд побудував новий літак, а влітку їздив із ним на ярмарки та авіаційні шоу.

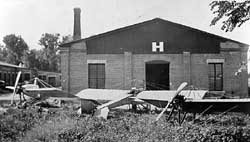
Авіамайстерня в будівлі колишньої лісопильні. 1917 рік

Сессна не мав наукової бази, тому будував свої літаки інтуїтивно, знаходячи рішення методом проб і помилок. Одна з аварій коштувала йому роздробленої ноги, що змусило Клайда передоручити випробування своїх літаків синові й учням.
Не дивлячись на це, створена ним компанія Cessna Exhibition Company розвивалася і давала прибуток. Сессна вирішив побудувати простий і надійний літак, легкий в управлінні.

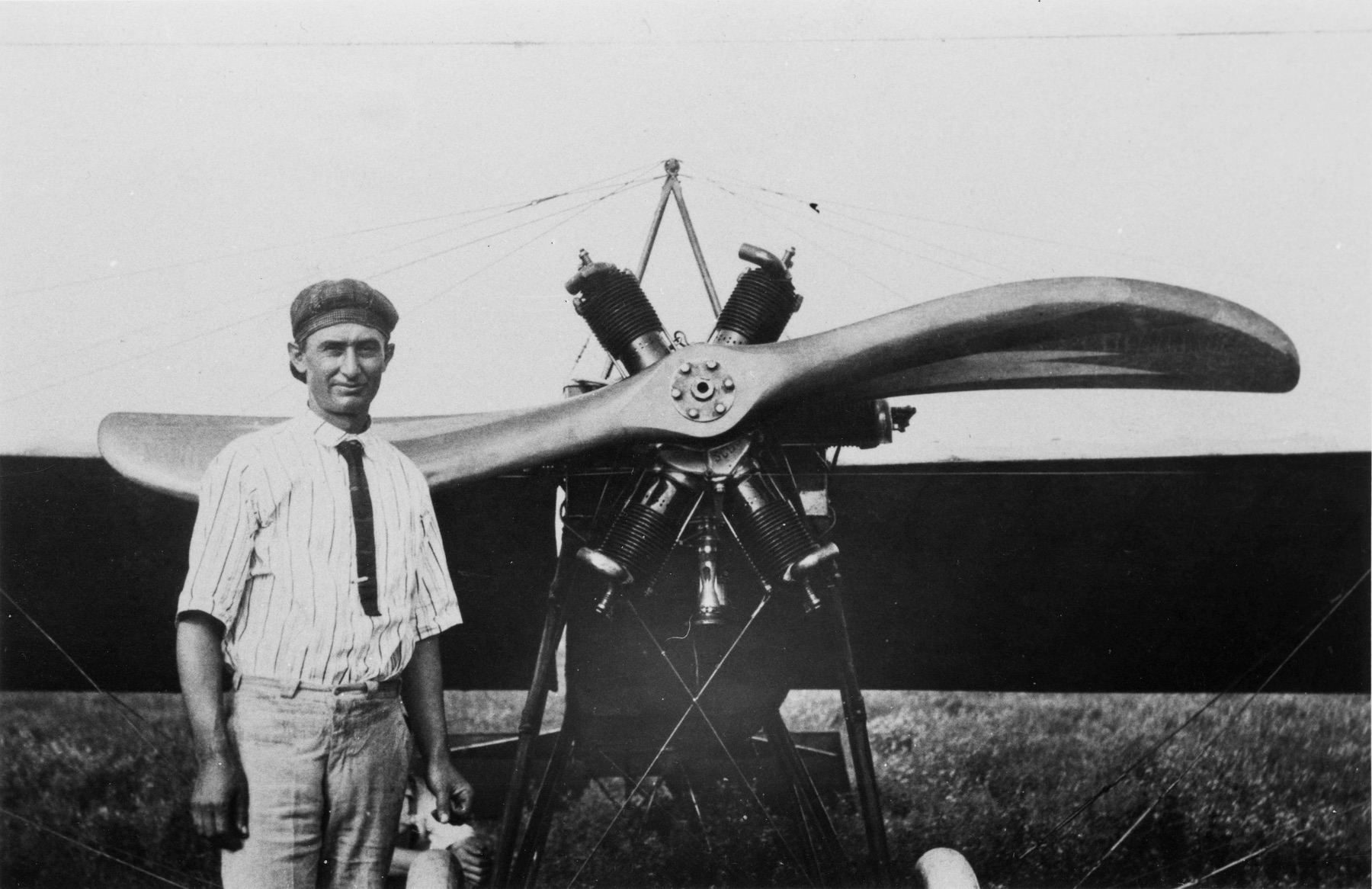
Клайд Сессна біля побудованого ним літака. 1917 рік

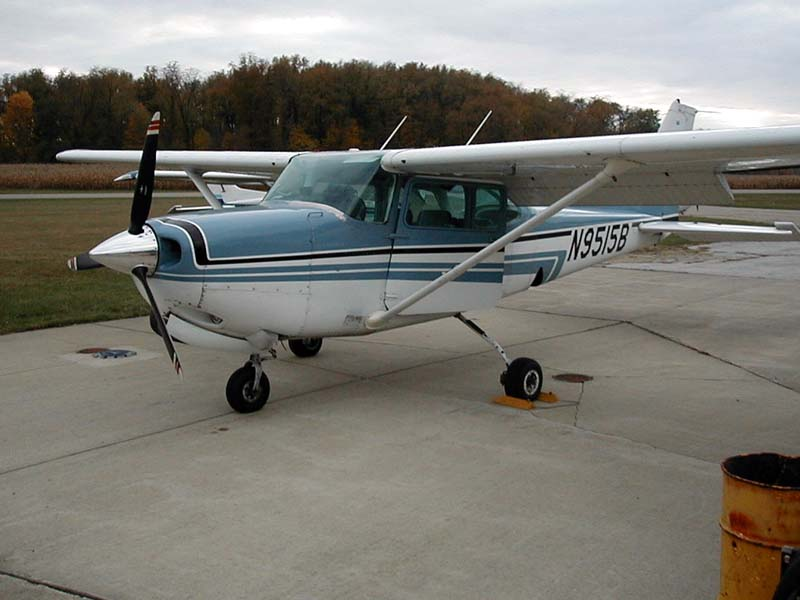
Найбільш масовий літак у світі Cessna 172

1918 року Сессна взяв у оренду велике поле неподалік від міста Вічити і відкрив там авіашколу для майбутніх пілотів. Потім саме там були побудовані заводські корпуси, в яких збирали літаки «Сессна».
Незабаром Клайд за безпосередньої участі Вальтера Біча та Ллойда Стермана заснував компанію Wichita Travel-Air Company. Вона розробляла моноплани.
До 1927 року літак, про який мріяв Сессна, був створений. Модель «AW» перевершувала за характеристиками біплани і могла стати досить успішною. Однак усі плани перекреслила Велика депресія — компанія збанкрутувала.
Вже через три роки Клайд Сессна знову відкриває завод у Вічиті. Керівництво компанією Cessna Aircraft Co він передав своєму племіннику Дуейну Воллісу, який і привів її до блискучого успіху. Підприємницький талант Дуейна зміг перетворити літак із іграшки для багатіїв у досить масовий продукт. Американці стали найбільш літаючою нацією, і ця заслуга значною мірою належить концерну, який заснував Клайд Сессна.
Клайд Вернон Сессна помер 20 листопада 1954 року в Раго, штат Канзас.
Через два роки після його смерті компанія випустила наймасовіший легкий літак Cessna Skyhawk 172. Цей апарат донині залишається найпопулярнішим літаком в історії всієї світової авіації: всього випущено 44 000 літаків цієї моделі.
Ще за життя Сессна був удостоєний місця в Національному авіаційному залі слави і безлічі нагород за неоціненний внесок у розвиток авіації Сполучених Штатів і всього світу.
У 1985 році Cessna Aircraft Co купила компанія General Dynamics, а з 1992 року вона належить компанії Textron.

## Відзнаки та нагороди
- 1978 року включений до Національного авіаційного залу слави[en][3].
- 2013 року включений до списку «51 герой авіації» американського журналу Flying[en] за номером 27[2].